# クリントン・キャッシュ
『クリントン・キャッシュ』（Clinton Cash: The Untold Story of How and Why Foreign Governments and Businesses Helped Make Bill and Hillary Rich）は、アメリカ合衆国の政治家ヒラリー・クリントンの政治資金について追及したピーター・シュヴァイツァーによる2015年の書籍。

## 概要
ビル・クリントンとヒラリー夫妻がクリントン財団への外国からの献金の見返りに便宜を図ったと主張している。これに対し、ヒラリー陣営は発売日当日に反論サイトを立ち上げた。
2016年2月10日には、株式会社LUFTメディアコミュニケーションより日本語翻訳版が日本国内で発売された。監修者はあえば直道が務めている。
またスティーブ・バノンの資金提供で、この書籍をテーマにした映画が2016年7月にアメリカで公開されカンヌ国際映画祭でも上映された。

## 著者について
著者のピーター・シュヴァイツァーは、保守系団体の政府説明責任研究所理事長でブライトバート・ニュースの上級編集者。『レーガンの戦争』『ブッシュの還付金』『秘密の帝国』『腐敗のプロファイル』などリベラルを攻撃する著作も多く、臆測による記述やウィキペディアからの盗用が指摘されている。なお2020年にはジョー・バイデンとその息子によるウクライナでの疑惑や中国との関係を取り上げた『龍に乗って』（Riding the dragon）という本を上梓し、これも動画として流されている。